# Грунтовский, Андрей Вадимович
Андре́й Вади́мович Грунто́вский — петербургский поэт, прозаик, этнограф, руководитель Театра народной драмы.

## Биография
Окончил строительный факультет ЛИСИ (1984). Одновременно с учёбой в институте играл в театре Льва Шварца (до 1985 года). Руководил строительством оборонных объектов в 1983—1990 гг. По словам Грунтовского, эта работа позволила ему приобрести огромный жизненный опыт, пригодившийся впоследствии в его работе драматургом и режиссёром.
Стихи стал сочинять в раннем детстве. Страсть к поэзии привил ему отец, от которого Андрей на слух выучил многие стихотворения А. С. Пушкина. Любовь к фольклору и этнографии также зародились у Грунтовского в детстве под влиянием бабушки и дедушки по материнской линии, выходцев из Ярославской области. На раннего Грунтовского наибольшее влияние оказало поэтическое творчество Пушкина, Есенина и Маяковского. Позднее к этому списку классиков присоединились В. Высоцкий и Н. Рубцов. Как прозаик Грунтовский формировался, ориентируясь на А. Платонова, В. Шукшина и Б. Шергина. Первые стихотворные сборники появляются в формате самиздата в конце 1970-х гг.
Мировоззренческий поворот в сторону православия произошёл с А.Грунтовским в 1980-х гг. Тогда же он создаёт стихотворное переложение «Слова о полку Игореве» (1989), что явилось первой его серьёзной литературной работой. Одновременно появляются первые литературоведческие работы Грунтовского, проникнутые православным взглядом на мир. В этом ряду стоит выделить работу «Адамова тайна» (1996).
С конца восьмидесятых Грунтовский активно занимается фольклорной работой, организует фестивали в том числе в других городах.
В первом сборнике «Стихотворения» (1994) чувствуются мотивы традиционной петербургской поэтической школы, основанные на творчестве поэтов золотого и серебряного веков с вкраплением деревенской темы.

## Театр
Во втором сборнике «Лирика. Драма» (1997) усиливается литературный лейтмотив трагедии. Это проявляется в свободном переводе В. Шекспира «Король Ричард III», последствии получившего жизнь в виде моноспектакля. Театральные опыты одновременно с неудовлетворённостью существующими драматическими формами заставляют автора задуматься о создании традиционного, подлинно русского театра. В 1994 г. под руководством Грунтовского появляется новый коллектив — «Театр народной драмы». Основой репертуара нового театра становятся как пьесы самого режиссёра, так и новый перевод шекспировского «Короля Лира» (1995). Кроме этого осуществляются постановки Есенинского «Пугачева» (1996), пушкинского «Бориса Годунова» (1997), детские спектакли и др. Потеряв помещение в 1997 г., театр фактически прекращает свою деятельность. Но идея не оставляет А. В. Грунтовского. Спустя 9 лет наместник Александро-Невской лавры архимандрит Назарий приглашает режиссёра работать в «Святодуховский» центр, художественный руководителем которого он становится, и где и начинается новый театральный период. Грунтовский развивает школу повествования о современной действительности и современных людях, опираясь на принципы архаичного фольклорного театра. В период 2006—2010 гг. пишутся и ставятся пьесы о Пушкине, Шергине, Рубцове, Высоцком, Шукшине, Абрамове, во многих из которых Грунтовский выступает и в качестве актёра. Неотрывно и в тесной связи с этим пишется книга о русской литературе «Материк Россия». Сам автор определил её как «попытку православного литературоведения».

## Творчество последних лет
С 2000-х гг. в творчестве Грунтовского центральной темой становится эсхатологическое осмысление бытия, историософский анализ происходящих процессов как в личности отдельно взятого человека, так и судьбе России. Это явственно можно проследить в таких книгах, как «Моя родословная» (2004, 2005) и «Вострубили трубушки» (2007). В 2009 году вышла в свет книга «Плотницкое дело», тогда же в журнале «Аврора» печатается другое произведение «Детство в стране советов». Прозу поэта высоко оценили такие писатели как В. Лялин и Н. Коняев.

## Детские книги
Признание получили также книги Грунтовского для детей: «Донюшкины сказки» (1999) и «Ландышевая страна» (2007).

## Русский кулачный бой
Ещё одной гранью деятельности А. В. Грунтовского является возрождение и пропагандирование национальных русских боевых традиций. Грунтовский много лет является практикующим тренером и председателем Санкт-Петербургского общества Русского кулачного боя. Впервые в 1986 году в «самиздате» выходит книга «Русский кулачный бой», которая посвящена традиции русских боевых искусств. Официальное издание увидело свет в 1993 году, а потом неоднократно переиздается в Москве и Петербурге. Кроме описания традиционной бойцовской техники в книге присутствуют этнографическое исследование, исторический экскурс.

## Отзывы
В. Н. Лялин назвал Грунтовского «одним из ведущих детских поэтов».

## Сочинения
- Слово о полку Игореве (свободное переложение) // Русский стиль. М., 1991; Русский кулачный бой: исследование. СПб., 1993, 1993, 2002, М., 2002;
- Стихотворения: стих.. СПб., 1994;
- Адамова тайна // Русская провинция. Тверь, 1996;
- Лирика. Драма: стих. СПб., 1997;
- Г. Виноградов. Страна детей: составление, статьи, библиография. СПб., 1997;
- Донюшкины сказки (стихи для детей). СПб., 1999;
- Потехи страшные и смешные: исследование. СПб., 2002;
- Материк Россия: исследование. СПб., 2002;
- Н. Колпакова. У золотых родников: составление, литературная редакция. СПб., 2002;
- Н. Старичкова. Наедине с Рубцовым: составление, литературная редакция. СПб., 2004;
- Моя родословная: стих. СПб., 2004 и 2005;
- Ландышевая страна: стих. и проза для детей. СПб., 2007;
- Книга памяти: стихи, статьи, составление. СПб., 2007;
- Н. Коняев. Дмитрий Балашов на плахе: составление совместно с Н. Коняевым, статья. М., 2008;
- Вострубили трубушки: стихи. СПб., 2009; Сб. Н. М. Рубцов и православие: исследование. М., 2009;
- Плотницкое дело: проза. СПб., 2009; Детство в стране советов // ж. Аврора. 2009. № 1.